# Golpilheira
Golpilheira is een plaats (freguesia) in de Portugese gemeente Batalha en telt 1 609 inwoners (2001).